# Herzogiella renitens
Herzogiella renitens là một loài Rêu trong họ Hypnaceae. Loài này được (Mitt.) Z. Iwats. mô tả khoa học đầu tiên năm 1970.